# Elezioni federali in Germania del 2025
Le elezioni federali in Germania del 2025 si sono tenute il 23 febbraio per il rinnovo del Bundestag, il parlamento del paese.
Esse sono state indette in anticipo rispetto alla naturale scadenza della legislatura, prevista per la fine del 2025, a causa di una crisi emersa nel novembre dell’anno precedente all’interno del governo in carica: incentrata su diverse questioni, principalmente economiche (come il debito pubblico e la legge di bilancio), ma anche politiche, essa ha infine portato al crollo dell’esecutivo e, conseguentemente, all’approvazione poco più di un mese dopo di una mozione di sfiducia, concordata preventivamente con le opposizioni per garantire il rispetto del quadro costituzionale del paese, ed alla convocazione delle elezioni.
Le elezioni, marcate dalla più elevata partecipazione al voto sin dalla riunificazione tedesca nel 1990, hanno visto la vittoria, come previsto ampiamente anche dai sondaggi e dagli exit-poll, dei democristiani a guida Unione CDU/CSU — coalizione composta dall’Unione Cristiano-Democratica di Germania (CDU) e dall’Unione Cristiano-Sociale in Baviera (CSU) — che, giunta prima con 208 seggi, ha cosi ottenuto, sebbene con numeri un po’ al di sotto delle aspettative, la maggioranza relativa in Parlamento. Ciò è stato permesso a discapito dell’altra parte dello spettro politico, costituita dagli ex-membri della “Coalizione semaforo” al governo — ossia Partito Socialdemocratico di Germania (SPD), Alleanza 90/I Verdi (Verdi) e Partito Liberale Democratico (FDP) — che, a vario titolo, hanno registrato, vittime di una forte emorragia di consensi e di una crescente impopolarità, risultati deludenti: i socialdemocratici sono giunti terzi con soli 120 seggi, registrando così uno dei peggiori risultati della loro storia, i verdi, pur in perdita, hanno visto una sostanziale inerzia, stabilizzandosi ad 85 seggi ed i liberali, i più colpiti, non sono riusciti ad ottenere alcun tipo di rappresentanza, giungendo disastrosamente sesti. Gli eventi maggiormente degni di nota della tornata elettorale, tuttavia, verificatisi agli estremi dell’emiciclo, sono stati l’enorme crescita del partito di estrema destra Alternativa per la Germania (AfD) che, capitalizzando sull’importante opposizione agli altri partiti politici tradizionali, su tematiche di forte impatto come immigrazione e sicurezza, nonché su un forte sentimento di insoddisfazione ed abbandono generale da parte della politica nazionale (specie nella parte orientale del paese, corrispondente all’ex-Repubblica Democratica Tedesca), è così giunto al secondo posto con ben 152 seggi, e del partito di estrema sinistra Die Linke (Linke) che, sebbene considerato ormai da tempo ai margini del dibattito nazionale, è invece riuscito a beneficiare — a differenza della sua fazione scismatica Bündnis Sahra Wagenknecht (BSW), esclusa dalla rappresentanza parlamentare — di un consistente aumento di consensi dovuto in capo ad un maggiore coinvolgimento dell’elettorato sulle tematiche sociali, che ha così portato la formazione alla quinta posizione ed all’ottenimento di ben 64 seggi. In generale, tuttavia, pur lasciando sul tavolo alcune opzioni percorribili, la circostanza di netto arretramento dei principali partiti politici a favore delle frange più esterne del Bundestag ha determinato una gravosa situazione di polarizzazione e frammentazione politica, a sua volta causa di una sentita difficoltà nella formazione di un nuovo Governo federale (anche per via delle esigue potenziali maggioranze e delle ideologie delle formazioni politiche).

## Sistema elettorale

### Disposizioni generali

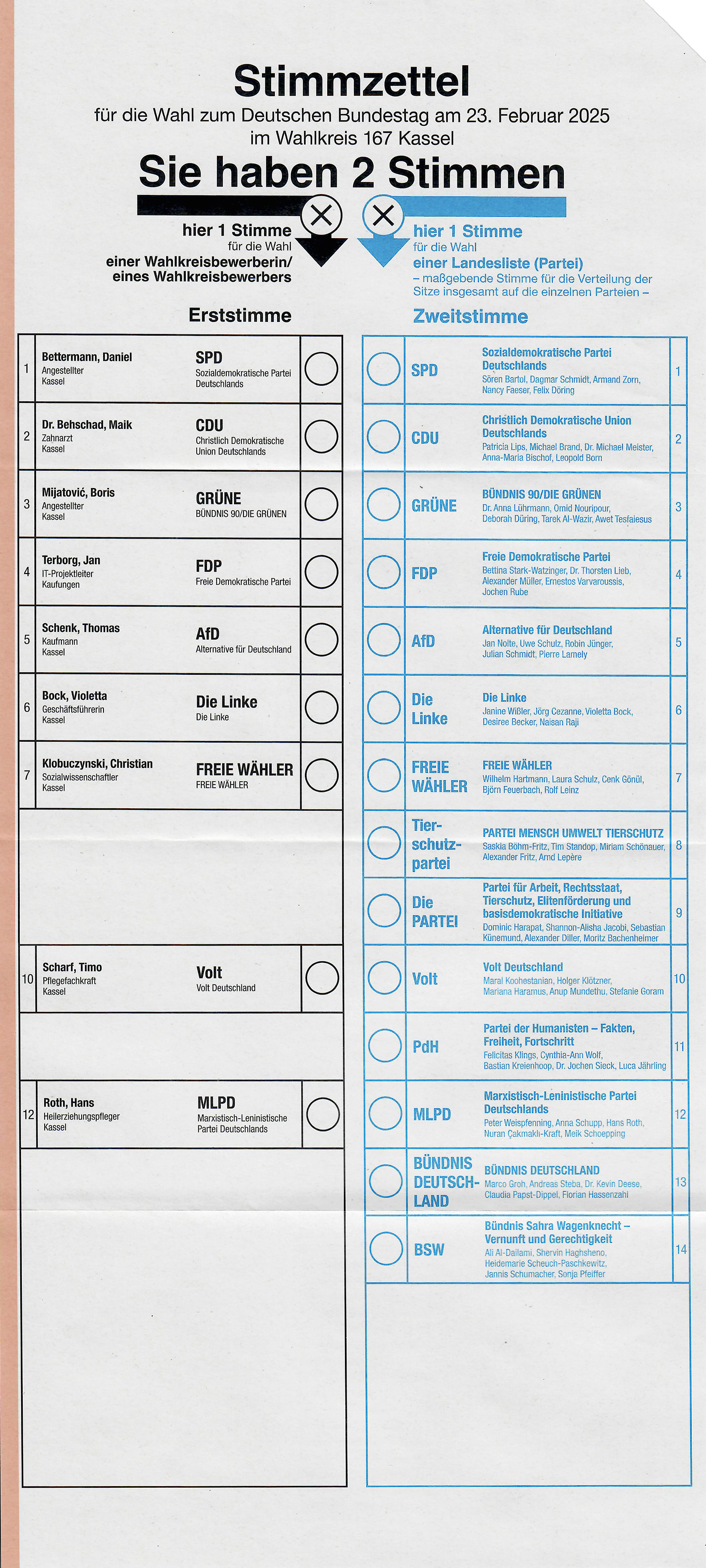
Esempio di scheda elettorale utilizzata per le votazioni.

Per le elezioni parlamentari, la legge elettorale tedesca prevede l’applicazione di un sistema elettorale misto (da alcuni definito anche “Sistema proporzionale personalizzato” — “Personalisierte Verhältniswahl” — in virtù delle tre anime che lo compongono: proporzionalità del voto, personalismo maggioritario del candidato e vari “meccanismi di correzione” volti a dare stabilità al sistema) che, per questo motivo, prevede l’attribuzione a ciascun elettore di due voti distinti all’interno della medesima scheda elettorale, denominati rispettivamente “primo voto” (Erststimme) e “secondo voto” (Zweitstimme), sebbene l'uso di questa terminologia non sottintenda un ordine di importanza, dato che entrambi i voti hanno una funzione specifica e, semmai, è di solito il secondo voto a determinare i rapporti di forza tra i vari partiti politici.
Nello specifico:
- Circa la metà dei seggi disponibili sono assegnati tramite un sistema maggioritario secco, in cui, dunque, l'elettore esprime una preferenza per uno dei candidati presenti nel proprio collegio uninominale ed il candidato più votato di ciascun collegio risulta eletto (Pluralità), se adeguatamente coperto dalla quota proporzionale (Zweitstimmendeckung, "copertura del secondo voto"), altrimenti risulta escluso. Scopo di questo voto, in tal senso, è creare un rapporto più diretto (Direktmandat, "mandato diretto") tra eletti ed elettori;

- I restanti seggi, infine, sono distribuiti per il tramite del secondo voto, che serve invece a determinare, concretamente, la suddivisione proporzionale dei seggi tra i vari partiti politici e pertanto è determinante per la formazione di possibili maggioranze di governo e/o riequilibrare eventuali sbilanciamenti. Con il secondo voto, dunque, l'elettore è chiamato a scegliere un partito politico, i cui candidati sono bloccati su una lista elettorale per ciascun Land (detta "Landesliste"). In questo contesto, i seggi sono suddivisi tra i partiti in base alla percentuale dei secondi voti in ciascun Land, escludendo i partiti che abbiano ottenuto meno del 5% dei secondi voti a livello federale (Fünf-Prozent-Hürde, "soglia del cinque percento"), sebbene vi sia una deroga per i partiti che abbiano vinto in almeno tre collegi uninominali (Grundmandatsklausel, "clausola di mandato di base").

Trattandosi, infine, di due votazioni differenti, seppur sulla stessa scheda elettorale, è ammesso il voto disgiunto (Stimmensplitting).

### Riforma elettorale del 2023
Tale sistema, tuttavia, è stato il frutto di una profonda riforma elettorale approvata dal Bundestag nel 2023 che, in un contesto di sregolato ingrandimento dell’organo legislativo (giunto, dopo le elezioni del 2021, alla cifra record di 736 seggi nonostante fosse già dal 2013 periodicamente corretto ed aggiustato), ha visto la rimozione di alcune modalità di accesso alla rappresentanza parlamentare. Nello specifico, la riforma:
- Ha stabilito un tetto massimo di 630 membri e revisionato i collegi uninominali;
- Ha eliminato i c.d. “seggi addizionali” (Ausgleichsmandate), una particolare forma di seggio compensativo che veniva assegnata ai partiti politici che avessero ecceduto in un Land la quota che gli sarebbe spettata secondo il secondo voto a livello nazionale, facendo sì che, da questo momento, la distribuzione potesse attuarsi esclusivamente attraverso l’effettivo valore numerico percentuale ottenuto dal secondo voto (Zweitstimmendeckung), senza eccezioni (eliminando dunque anche la Grundmandatsklausel) e che eventuali eccedenze avrebbero semplicemente determinato l’esclusione dei candidati eccedenti in ordine di lista decrescente.[22][23]

Poco dopo l’approvazione dell’atto, tuttavia, i partiti Die Linke (LINKE) e Unione Cristiano-Sociale in Baviera (CSU), che secondo i sondaggi sarebbero stati i più impattati dalla riforma, nonché il governo della Baviera a guida CSU, hanno adito la Corte costituzionale federale (BVerfG), dopo aver invano richiesto al Presidente federale della Germania, Frank-Walter Steinmeier, di non promulgare la legge, ritenendola incostituzionale. La magistratura costituzionale, dopo aver accolto il caso, si è alla fine espressa a favore della legge, salvo per l’inderogabile Zweitstimmendeckung, poiché (pur riconoscendo l’intento di evitare la frammentazione politica) non permettendo la possibilità di far entrare nel Bundestag le formazioni che avessero ottenuto un minimo di consenso, si sarebbero andati a “sprecare” di fatto dei voti, elemento che la Corte ha ritenuto prevalente rispetto alla razionalizzazione del sistema.
In tale contesto, al fine di risolvere la controversia in tempo sufficiente per eventuali nuove elezioni, la Corte non ha ordinato al Bundestag di modificare la legge, bensì ha censurato la norma nel significato in cui non prevedesse la Grundmandatsklausel “come misura provvisoria applicabile”, di fatto reintroducendola (al fine di evitare, secondo le raccomandazioni del Codice di Buona Condotta delle Elezioni redatto dalla Commissione di Venezia, cambiamenti troppo incisivi a partire da un anno dalla scadenza della legislatura), ma salvando almeno la possibilità, insieme ad altri interventi minori, di modificare o abolire la soglia di sbarramento del 5% per avere comunque un margine legislativo di intervento.

## Liste e candidati

### Principali formazioni politiche
| Leader | Leader            | Leader            | Designazione                            | Partito                                     |
| ------ | ----------------- | ----------------- | --------------------------------------- | ------------------------------------------- |
|        |                   | Friedrich Merz    | Kanzlerkandidat und Spitzenkandidat     | Unione CDU/CSU (CDU/CSU)                    |
|        |                   | Olaf Scholz       | Kanzlerkandidat und Spitzenkandidat     | Partito Socialdemocratico di Germania (SPD) |
|        |                   | Robert Habeck     | Kanzlerkandidat und Spitzenkandidat     | Alleanza 90/I Verdi (GRÜNE)                 |
|        | Annalena Baerbock | Spitzenkandidatin |                                         | Alleanza 90/I Verdi (GRÜNE)                 |
|        |                   | Jan van Aken      | Kanzlerkandidat und Spitzenkandidatin   | La Sinistra (LINKE)                         |
|        | Heidi Reichinnek  | Spitzenkandidatin |                                         | La Sinistra (LINKE)                         |
|        |                   | Alice Weidel      | Kanzlerkandidatin und Spitzenkandidatin | Alternativa per la Germania (AfD)           |
|        | Tino Chrupalla    | Spitzenkandidat   |                                         | Alternativa per la Germania (AfD)           |
|        |                   | Sahra Wagenknecht | Kanzlerkandidatin und Spitzenkandidatin | Bündnis Sahra Wagenknecht (BSW)             |
|        |                   | Christian Lindner | Kanzlerkandidat und Spitzenkandidat     | Partito Liberale Democratico (FDP)          |

## Risultati
| Liste                                                                              | Maggioritario | Maggioritario | Maggioritario | Proporzionale | Proporzionale | Proporzionale | Totale seggi |  |
| Liste                                                                              | Voti          | %             | Seggi         | Voti          | %             | Seggi         | Totale seggi |  |
| ---------------------------------------------------------------------------------- | ------------- | ------------- | ------------- | ------------- | ------------- | ------------- | ------------ |  |
| Unione Cristiano-Democratica di Germania (CDU)                                     | 12 601 967    | 25,46         | 128           | 11 194 700    | 22,55         | 36            | 164          |  |
| Alternativa per la Germania (AfD)                                                  | 10 175 438    | 20,56         | 42            | 10 327 148    | 20,80         | 110           | 152          |  |
| Partito Socialdemocratico di Germania (SPD)                                        | 9 934 614     | 20,07         | 44            | 8 148 284     | 16,41         | 76            | 120          |  |
| Alleanza 90/I Verdi (Verdi)                                                        | 5 442 912     | 11,00         | 12            | 5 761 476     | 11,61         | 73            | 85           |  |
| Die Linke (Linke)                                                                  | 3 932 584     | 7,94          | 6             | 4 355 482     | 8,77          | 58            | 64           |  |
| Unione Cristiano-Sociale in Baviera (CSU)                                          | 3 271 730     | 6,61          | 44            | 2 963 732     | 5,97          | —             | 44           |  |
| Bündnis Sahra Wagenknecht (BSW)                                                    | 299 226       | 0,60          | —             | 2 468 760     | 4,97          | —             | —            |  |
| Partito Liberale Democratico (FDP)                                                 | 1 623 351     | 3,28          | —             | 2 148 878     | 4,33          | —             | —            |  |
| Liberi Elettori (FW)                                                               | 1 254 488     | 2,53          | —             | 769 170       | 1,55          | —             | —            |  |
| Partito per l'Umanità, l'Ambiente e la Protezione degli Animali (Tierschutzpartei) | 82 485        | 0,17          | —             | 482 032       | 0,97          | —             | —            |  |
| Volt Germania (Volt)                                                               | 391 577       | 0,79          | —             | 355 146       | 0,72          | —             | —            |  |
| Die PARTEI                                                                         | 122 386       | 0,25          | —             | 242 806       | 0,49          | —             | —            |  |
| Partito Democratico di Base (dieBasis)                                             | 41 903        | 0,08          | —             | 85 557        | 0,17          | —             | —            |  |
| Partito della Giustizia - Team Todenhöfer (TT)                                     | 9 757         | 0,02          | —             | 24 558        | 0,05          | —             | —            |  |
| Partito Pirata (Piraten)                                                           | 2 152         | 0,00          | —             | 13 809        | 0,03          | —             | —            |  |
| Associazione degli Elettori del Sud Schleswig (SSW)                                | 58 773        | 0,12          | —             | 76 126        | 0,15          | 1             | 1            |  |
| Altri (<0,15%)                                                                     | 182 733       | 0,37          | —             | 224 613       | 0,45          | —             | —            |  |
| Indipendenti (IND)                                                                 | 70 110        | 0,14          | —             | 0             | 0,00          | —             | —            |  |
| Totale                                                                             | 49 498 186    | 100           | 276           | 49 642 087    | 100           | 354           | 630          |  |
|                                                                                    |               |               |               |               |               |               |              |  |
| Schede nulle                                                                       | 429 129       | 0,86          |               | 285 228       | 0,57          |               |              |  |
| Votanti                                                                            | 49 927 315    | 82,54         |               | 49 927 315    | 82,54         |               |              |  |
| Elettori                                                                           | 60 490 603    |               |               | 60 490 603    |               |               |              |  |

| Riepilogo dei seggi (+/- elezioni 2021) | Riepilogo dei seggi (+/- elezioni 2021) | Riepilogo dei seggi (+/- elezioni 2021) | Riepilogo dei seggi (+/- elezioni 2021) | Riepilogo dei seggi (+/- elezioni 2021) | Riepilogo dei seggi (+/- elezioni 2021) | Riepilogo dei seggi (+/- elezioni 2021) |
| --------------------------------------- | --------------------------------------- | --------------------------------------- | --------------------------------------- | --------------------------------------- | --------------------------------------- | --------------------------------------- |
|                                         |                                         |                                         |                                         |                                         |                                         |                                         |
| Linke                                   | 64                                      | ▲ 25                                    |                                         | SPD                                     | 120                                     | ▼ 86                                    |
| Verdi                                   | 85                                      | ▼ 33                                    |                                         | SSW                                     | 1                                       | ━                                       |
| FDP                                     | 0                                       | ▼ 92                                    |                                         | CDU                                     | 164                                     | ▲ 12                                    |
| CSU                                     | 44                                      | ▼ 1                                     |                                         | AfD                                     | 152                                     | ▲ 69                                    |

### Esplicative
1. ↑  Pur operando separatamente, secondo un accordo interno tale per cui l’Unione Cristiano-Democratica di Germania (CDU) operi a livello nazionale salvo che in Baviera — dove invece opera l’Unione Cristiano-Sociale in Baviera (CSU) —, essi sono rappresentati congiuntamente non solo in quanto “partiti gemelli” ma in quanto costituenti anche un unico gruppo parlamentare presso il Bundestag.
2. 1 2  Ossia i valori del “Primo voto” (Erststimme).
3. 1 2  Ossia i valori del “Secondo voto” (Zweitstimme).
4. ↑  Operativo in tutto il paese tranne che in Baviera, ove opera il partito gemello Unione Cristiano-Sociale in Baviera (CSU).
5. ↑  Operativo solo in Baviera e gemello dell’Unione Cristiano-Democratica di Germania (CDU).
6. ↑  Operativo solo nello Schleswig-Holstein.

### Bibliografiche
1. ↑   Breve guida alle elezioni in Germania, Il Post, 23 febbraio 2025.
2. ↑   Francesco Spartà, La Germania oggi al voto, urne aperte fino alle 18, AGI, 23 febbraio 2025.
3. ↑   Ci sono disaccordi sul bilancio, alla base della crisi di governo in Germania, Il Post, 7 novembre 2024.
4. ↑   Il curioso caso dei Liberali tedeschi, Il Post, 17 dicembre 2024.
5. ↑   C’è una crisi di governo in Germania, Il Post, 6 novembre 2024.
6. ↑   Olaf Scholz è stato sfiduciato dal parlamento, come previsto, Il Post, 16 dicembre 2024.
7. ↑   In Germania c’è un accordo per andare a elezioni anticipate il 23 febbraio, Il Post, 12 novembre 2024.
8. ↑   Il presidente tedesco ha sciolto il parlamento, in previsione delle elezioni del 23 febbraio, Il Post, 27 dicembre 2024.
9. ↑   L’affluenza alle elezioni in Germania è stata la più alta dal 1990, Il Post, 24 febbraio 2025.
10. ↑   Elezioni Germania, voto cruciale. Per sondaggi Cdu prima. Scholz: “Credo nella vittoria”, SkyTG24, 22 febbraio 2025.
11. ↑   Vince l'unione Cdu-Csu di Merz in Germania, vola l'ultradestra, ANSA, 23 febbraio 2025.
12. ↑   In Germania ha vinto il centrodestra, AfD è il secondo partito, Il Post, 24 febbraio 2025.
13. ↑   Germania, la CDU primo partito con il 28,5%, l'estrema destra al 20,7%. Crolla la SPD, Rai News, 24 febbraio 2025.
14. ↑   Alle elezioni la Germania si è divisa in due, ma AfD è andato bene ovunque, Il Post, 26 febbraio 2025.
15. ↑   L’estrema destra tedesca ha ottenuto il miglior risultato dal Secondo dopoguerra, Il Post, 23 gennaio 2025.
16. ↑   Da dove arriva la rimonta della sinistra in Germania, Il Post, 24 gennaio 2025.
17. ↑   Che governo ci sarà in Germania?, Il Post, 24 febbraio 2025.
18. ↑   Mara Gergolet, Elezioni in Germania, cosa succede adesso: grande coalizione o patto a tre? Ecco da chi dipende il governo, Il Corriere della Sera, 24 febbraio 2025.
19. ↑   Andrea De Petris, Il sistema elettorale tedesco per il Bundestag (PDF), su kas.de, Konrad Adenauer Stiftung & Centro Politiche Europee.
20. ↑  (EN) Sven T. Siefken, Electoral Reform in Germany, su americangerman.institute, American-German Institute.
21. ↑   Andrea M. Jarach, Anche la Germania ha il suo taglio dei parlamentari: approvata la legge che riduce a 630 il numero degli eletti, Il Fatto Quotidiano, 17 marzo 2023.
22. ↑  (DE) Bundeswahlgesetz (BWG), in der Fassung der Bekanntmachung vom 23. Juli 1993 (BGBl. I S. 1288, 1594), das zuletzt durch Artikel 1 des Gesetzes vom 7. März 2024 (BGBl. 2024 I Nr. 91) (PDF), Die Bundeswahlleiterin.
23. ↑   Approvata la riforma della legge elettorale per il Bundestag (PDF), su cortecostituzionale.it, Corte Costituzionale della Repubblica Italiana - Servizio Studi - Area di Diritto Comparato.
24. ↑  (DE) CSU und Freistaat Bayern klagen beim Bundesverfassungsgericht, Der Spiegel, 14 giugno 2023.
25. ↑  (DE) Anna Lehmann, Linke klagt gegen Wahlrechtsreform, taz, 16 giugno 2023.
26. ↑  (DE) Steinmeier unterzeichnet Gesetz zur Wahlrechtsreform, Süddeutsche Zeitung, 8 giugno 2023.
27. ↑  (DE, EN) The 2023 Federal Elections Act is largely compatible with the Basic Law – only the 5% electoral threshold is currently unconstitutional, but it will continue to apply under certain conditions - Press Release n. 64/2024, su bundesverfassungsgericht.de, Bundesverfassungsgericht - BVerfG, 30 luglio 2024.
28. ↑   Iris Quartarone, Germania, ok dalla Corte Costituzionale a taglio del Parlamento (che è già più piccolo di quello italiano), su berlinomagazine.com, Berlino Magazine, 15 agosto 2024.
29. ↑   Tribunale costituzionale federale, sentenza del 30 luglio 2024 (2 BvF 1/23 et al.), sulla parziale illegittimità costituzionale della nuova legge elettorale per il Bundestag (PDF), su cortecostituzionale.it, Corte Costituzionale della Repubblica Italiana - Servizio Studi - Area di Diritto Comparato.
30. ↑   Il parlamento tedesco avrà meno deputati, Il Post, 30 luglio 2024.
31. ↑  (EN) Volker Witting, Top German court finds fault with electoral law reform, Deutsche Welle (DW), 30 luglio 2024.